# Carreteras secundarias
Carreteras secundarias es una película de cine española de 1997 dirigida por Emilio Martínez Lázaro.

## Ficha artística
Actores principales:

- Antonio Resines como Lozano
- Fernando Ramallo como Felipe
- Miriam Díaz Aroca como Estrella
- Maribel Verdú como Paquita
- Jesús Bonilla como Félix
- Maite Blasco como Tía Elvira
- Ramón Langa como Tío Jorge
- Montserrat Carulla como Abuela
- Alicia Hermida como Benita
- Roque Baños como Armengol
- Antonio de la Torre Martín como Guardia civil
- Maruja Boldoba como Recepcionista
- José Ángel Egido como Inspector de policía
- Óscar Ladoire como Mecánico
- Jorge Sanz como Jugador de billar (sin acreditar)

## Argumento
Felipe, un adolescente quinceañero, y su padre viajan por la España de 1974 en un Citroën DS, más conocido como Tiburón, que es su única posesión. Felipe nunca llegó a conocer a su madre, porque falleció a los años de su nacimiento, y su padre a menudo pasa con nuevas novias que para Felipe no se igualarían a su madre. Su vida es una continua mudanza por apartamentos costeros de aspecto desolado en la temporada baja de turismo. A cada estadía, siempre un acontecimiento va desentrañando aspectos y actitudes de la vida del padre de Felipe que él no comprendía, y que de cierto modo, los involucraban en nuevas búsquedas para continuar hacia adelante en su camino. Cuando se ven obligados a cambiar de itinerario y alejarse del mar, sus vidas toman un cambio radical que les afecta por completo.

## Comentarios
Carreteras secundarias es una película basada en la novela de Ignacio Martínez de Pisón.
En países de habla inglesa esta película se titula Backroads.

## Palmarés cinematográfico
Premios:
- Festival de cine de Peñíscola. Mejor película 1998

Nominaciones:
- Goya. Mejor actor revelación 1998 (Fernando Ramallo)
- Goya. Mejor guion adaptado 1998 (Ignacio Martínez de Pisón)
- Unión de Actores. Mejor actor revelación 1998 (Fernando Ramallo).

- Datos: Q8341347